# 哈默山 (南桑威奇群島)
哈默山（英語：Mount Harmer），是南極洲的山峰，位於南桑威奇群島，處於庫克島中北部，海拔高度1,115米，在1930年由英國研究隊繪入地圖，由英國海外領土管轄。